# Jászkarajenő
Jászkarajenő è un comune dell'Ungheria di 2.972 abitanti (dati 2001) situato nella contea di Pest, nell'Ungheria settentrionale.

## Amministrazione

### Gemellaggi
- Băile Tușnad, Romania